# William Goh
William Goh Seng Chye (Singapore, 25 juni 1957) is een Singaporees geestelijke en een kardinaal van de Rooms-Katholieke Kerk.
Goh volgde het grootseminarie in Singapore. Vervolgens studeerde hij theologie aan de Pauselijke Urbaniana Universiteit in Rome, waar hij in 1985 een BA behaalde. Hij werd op 1 mei 1985 priester gewijd. Vervolgens was hij werkzaam in pastorale functies in het bisdom Singapore. Hij vervolgde in 1990 zijn studie aan de Pauselijke Universiteit Gregoriana in Rome waar hij in 1992 een licentiaat behaalde in dogmatische theologie. In 1992 werd hij benoemd als hoogleraar aan het grootseminarie van Singapore, waaraan hij in 2005 tevens benoemd werd als rector.
Op 29 december 2012 werd Goh benoemd tot aartsbisschop-coadjutor van Singapore; zijn bisschopswijding vond plaats op 22 februari 2013. Toen Nicholas Chia Yeck Joo op 20 mei 2013 met emeritaat ging, volgde Goh hem op als aartsbisschop van Singapore.
Sinds 2017 is Goh tevens algemeen secretaris van de bisschoppenconferentie van Maleisië, Singapore en Brunei.
Goh werd tijdens het consistorie van 27 augustus 2022 kardinaal gecreëerd. Hij kreeg de rang van kardinaal-priester. Zijn titelkerk werd de Santa Maria Regina Pacis in Ostia mare.